# Belinchón
Belinchón est une municipalité espagnole de la province de Cuenca, dans la région autonome de Castille-La Manche. Le village comptait 356 habitants en 2015.

## Communes limitrophes
| Fuentidueña de Tajo | Estremera | Barajas de Melo |
|                     | Belinchón | Huelves         |
|                     |           | Tarancón        |